# Fernando Troyansky
Fernando Troyansky (* 24. November 1977 in Bahía Blanca) ist ein ehemaliger argentinischer Fußballspieler, der auch einen österreichischen und slowakischen Pass besitzt.

## Karriere
Troyansky spielte ab 1996 bei Olimpo de Bahía Blanca in seiner Heimatstadt, bevor er 2000 von CA Los Andes verpflichtet wurde. Nachdem Scouts vom FK Austria Wien auf ihn aufmerksam wurden, wechselte der offensivstarke Abwehrspieler 2001 nach Österreich.
Nach anfänglichen Schwierigkeiten wurde Troyansky zu VfB Admira Wacker Mödling ausgeliehen. Nach dem erfolgreichen Jahr bei Admira kehrte der Argentinier wieder zurück zu Austria, wo er einen Vertrag bis Sommer 2009 hat. In der Zwischenzeit gewann er einmal die österreichische Meisterschaft und dreimal den österreichischen Pokal und wurde eingebürgert. Im Mai 2009 wurde bekannt, dass Troyansky ab der Saison 2009/10 bei SK Austria Kärnten unter Vertrag steht, Troyansky unterschrieb für zwei Jahre. 2010 kehrte er zur Austria zurück. Nach nur einem weiteren Jahr wechselte er zum Ligakonkurrenten SC Wiener Neustadt.
Im Sommer 2012 wechselte er zum Floridsdorfer AC, aber ein halbes Jahr später ging Troyansky zum Niederösterreichischen Landesligisten SV Leobendorf. Dort beendete er mit Ende der Saison 2012/13 seine Karriere als Fußballer. Inzwischen lebt er mit seiner Frau in Madrid.

## Erfolge
- 1 × Österreichischer Meister: 2006
- 4 × ÖFB-Cupsieger 2005, 2006, 2007, 2009